# Il distinto gentiluomo
Il distinto gentiluomo (The Distinguished Gentleman) è un film commedia del 1992 con protagonista Eddie Murphy. Il film è stato diretto da Jonathan Lynn.

## Trama
Un truffatore della Florida di nome Thomas Jefferson Johnson riesce a sfruttare l'omonimia con un membro del Congresso da poco defunto per farsi eleggere al Congresso degli Stati Uniti, pensando che avrebbe fatto tanti soldi. Egli, aiutato dai suoi amici e appoggiato da un partito di pensionati, utilizza il vecchio materiale della campagna elettorale del membro del Congresso defunto e conduce una campagna a basso budget che fa appello al riconoscimento del nome, immaginando che la maggior parte delle persone non presta molta attenzione e semplicemente vota per il "nome che conosci".
Entrato in Parlamento si introduce nella Commissione Energia e Industria ed inizia a beneficiare delle "donazioni" che giungono da ogni parte, finché un giorno gli si presenta una sua elettrice che gli mostra le conseguenze che le aziende elettriche stanno provocando in una piccola comunità, con vari casi di cancro ai bambini. Resosi conto della gravità della situazione organizza una truffa, con la quale dimostra la corruzione del presidente della Commissione, Dick Dodge, e lo fa arrestare.

## Ricezione critica
Il film è stato distribuito nel dicembre 1992 e ha incassato circa 47 milioni di dollari al botteghino nazionale.
Sul sito di aggregazione di recensioni Rotten Tomatoes, il film ha un punteggio di approvazione del 13%, sulla base di 16 recensioni, e un punteggio medio di 4,03 / 10.
La reazione critica al film è stata per lo più negativa. Roger Ebert del Chicago Sun-Times ha apprezzato la premessa e quello che aveva da offrire, ma lo ha criticato per il suo "ritmo lento", nonostante fosse una commedia stravagante.  Owen Gleiberman di Entertainment Weekly l'ha definita "una commedia sterile e senza gioia, fotografata in un brutto primo piano realizzato per un video e con una trama farsa così laboriosa da far pensare a John Landis in una brutta giornata".